# Erioptera megalops
Erioptera megalops är en tvåvingeart som beskrevs av Alexander 1975. Erioptera megalops ingår i släktet Erioptera och familjen småharkrankar.
Artens utbredningsområde är Nigeria. Inga underarter finns listade i Catalogue of Life.